# M (film)
M (tyska: M – Eine Stadt sucht einen Mörder; svenska: M – En stad söker en mördare) är en tysk drama-thriller film från 1931 i regi av Fritz Lang, med manus av Fritz Lang och Thea von Harbou. Huvudrollen spelas av Peter Lorre.

## Handling
I en tysk stad mördas småbarn brutalt av en psykopatisk mördare, vilket leder till att hela staden sätts i skräck. Polisens intensiva jakt på mördaren gör att den undre världen ser sin verksamhet störd, och börjar därför själva leta efter mördaren. När de lyckas hitta honom ställs han inför en egen tribunal. I sista stund hittar polisen tribunalen och kan förhindra den undre världens egen rättsskipning.

## Rollista i urval
- Peter Lorre – Hans Beckert, mördaren
- Gustaf Gründgens – Herr Schränker
- Otto Wernicke – kommissarie Karl Lohmann
- Fritz Odemar – falskspelare
- Inge Landgut – Elsie Beckmann
- Hertha von Walther – prostituerad kvinna
- Franz Stein – minister
- Friedrich Gnaß – Franz, inbrottstjuven
- Ernst Stahl-Nachbaur – polischef
- Theodor Loos – kommissarie Groeber
- Gerhard Bienert – kriminalsekreterare
- Rosa Valetti – värdinna
- Elisabeth Neumann-Viertel – prostituerad kvinna
- Karl Platen – väktare
- Georg John – blind ballongförsäljare
- Klaus Pohl – vittne

## Om filmen

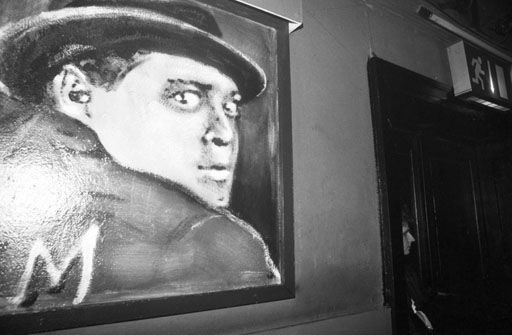
Väggmålning som efterliknar en filmaffisch för M.

M var Fritz Langs första ljudfilm och bland annat baserad på den då aktuella historien om Peter Kürten. Den lånar också från filmen Tolvskillingsoperan av Georg Wilhelm Pabst, som kom ut mindre än ett år före M.
Filmen räknas som en klassiker genom sina många nyskapande och effektfulla grepp både vad gäller ljud och bild, och blev stilbildande för thrillergenren. Ett av de genomgående greppen, som också bygger upp filmens berättelse, är att varje gång huvudpersonen visslar ledmotivet till Peer Gynt så måste han mörda. Detta visslande leder också till att han kan fångas in av den undre världen, eftersom en blind ballongförsäljare inser att det var den visslande mannen som också var mördaren. En av de som förföljer honom målar ett M (för mördare) med krita i sin hand, och stämplar sedan huvudpersonens rock med bokstaven. När han är märkt på detta sätt, jagas han av alla i den undre världen tills han fångas in.
Peter Lorres monolog framför tribunalen anses vara en mästerlig skådespelarinsats genom att han visar upp en psykiskt sjuk människa som bönar om hjälp och på så sätt blir ömkansvärd trots sina avskyvärda brott.
Kommissarie Lohmann, spelad av Otto Wernicke, visade upp en ny och stilbildande typ av kriminalpolis på film, genom att han löste sina fall genom efterforskningar och omfattande arbete snarare än genom intuition.
År 1931 var filmen först förbjuden i Sverige, men visades senare samma år i 35 minuter kortare version.
År 1951 gjordes det en amerikansk nyinspelning av filmen med titeln M = mördaren.